# Naudiz
| *Nauđiz          | *Nauđiz         | Nyð             | Nyð             | Nauðr           | Nauðr           |                 |   |   |
| Significato      | bisogno, stento | bisogno, stento | bisogno, stento | bisogno, stento | bisogno, stento | bisogno, stento |   |   |
| Forma            | Fuþark antico   | Fuþark antico   | Fuþorc          | Fuþorc          | Fuþark recente  | Fuþark recente  |   |   |
| Forma            |                 |                 |                 |                 |                 |                 |   |   |
| Unicode          | ᚾ U+16BE        | ᚾ U+16BE        | ᚾ U+16BE        | ᚾ U+16BE        | ᚾ U+16BE        | ᚿ U+16BF        |   |   |
| Traslitterazione | n               | n               | n               | n               | n               | n               |   |   |
| Trascrizione     | n               | n               | n               | n               | n               | n               |   |   |
| IPA              | [n]             | [n]             | [n]             | [n]             | [n]             | [n]             |   |   |
| Ordine alfab.    | 10              | 10              | 10              | 10              | 8               | 8               | 8 | 8 |

*Naudiz (in italiano "bisogno") è il nome proto-germanico ricostruito della runa del Fuþark antico n (carattere Unicode ᚾ). Questa runa è presente anche nel Fuþorc anglosassone e frisone con il nome di Nyð e nel Fuþark recente (in due versioni, caratteri Unicode ᚾ e ᚿ) con il nome di Nauðr.
Il nome della lettera corrispondente nell'alfabeto gotico (, 𐌽) è nauþs.

## Poemi runici
La runa naudiz compare in tutti e tre i poemi runici: essa viene chiamata Nauðr in quello norvegese, Nauð in quello islandese e Nyd in quello inglese.
| Poema runico: | Traduzione: |
| Antico norvegese ᚾ Nauðr gerer næppa koste; nøktan kælr í froste.                                                                    | Il bisogno dà poca scelta; un uomo nudo è congelato dal gelo. |
| Antico islandese ᚾ Nauð er Þýjar þrá ok þungr kostr ok vássamlig verk. opera niflungr.                                               | Il bisogno è l'affanno della serva e uno stato di oppressione e un lavoro penoso.                                                                                |
| Antico inglese ᚾ Nyd byþ nearu on breostan; weorþeþ hi þeah oft niþa bearnum to helpe and to hæle gehwæþre, gif hi his hlystaþ æror. | Il bisogno è opprimente per il cuore; pure, spesso si dimostra essere fonte di aiuto e salvezza per i bambini degli uomini, per chiunque badi ad esso per tempo. |